# 白十字総合病院
社会福祉法人白十字会 白十字総合病院（はくじゅうじそうごうびょういん）は、茨城県神栖市にある医療機関である。

## 沿革
- 1935年（昭和10年）9月 - 鹿島郡軽野村に結核治療を目的とした恩賜保護農園を開設（現「白十字総合病院」）
- 1973年（昭和45年）8月 - 鹿島臨海工業地帯開発に伴い、「鹿島白十字病院」（現「白十字総合病院」）現在の神栖市賀へ新築移転。
- 1988年（昭和63年）4月 - 「白十字総合病院」の成人病検診センター（現健診センター）開設。
- 1993年（平成5年）4月 - 「白十字訪問看護ステーション」（現「神栖訪問看護ステーション」）開設。
- 2013年（平成25年）3月 - 白十字総合病院耐震化に伴う、新築工事による新本館工事完了。

## 診療科
太字の診療科は、担当医師の休診・代診の場合あり。
- 内科[1]
- 循環器内科
- 呼吸器内科
- 消化器内科
- 外科[2]
- 消化器外科
- 呼吸器外科
- 乳腺外科
- 肛門外科
- 整形外科
- 小児科
- 皮膚科
- 泌尿器科[3]
- 眼科
- 耳鼻咽喉科
- 脳神経外科
- 産婦人科
- 麻酔科
- 歯科
- 小児歯科
- リウマチ科

診療施設（センター）
- 白十字健診センター　（人間ドック、健康診断などの検診を担当。）

診療協力部門
- 看護部
- 検査科
- 薬剤科
- 栄養科
- 診療放射線科
- リハビリテーション科

医療管理支援部門
- 医療福祉相談
- 地域医療連携
- 神栖訪問看護ステーション
  - 神栖ケアサポート居宅介護支援事業所
  - 白十字会ヘルパーステーション（行方市）
  - 白十字会指定居宅介護支援事業所（行方市）

## 医療機関の指定等
- 保険医療機関
- 救急告示医療機関（二次救急医療施設）・病院群輪番制参加

## 交通アクセス
鉄道
- JR成田線小見川駅から神栖市コミュニティバスを利用、もしくは、タクシーで約15分。

　バス
- 関東鉄道神栖市コミュニティバス　02系統（息栖神社 - ふれあいセンター湯楽々）、03系統（鹿島神宮駅 - 小見川駅）　「白十字総合病院」バス停下車。

　車
- （東京方面から）東関東自動車道潮来ICから県道50号・市道経由で15分。
- （鹿嶋・銚子方面から）国道124号・県道44号・市道を経由。